# Octaman – Die Bestie aus der Tiefe
Octaman – Die Bestie aus der Tiefe (Originaltitel: Octaman) ist ein US-amerikanischer Film des Drehbuchautors und Regisseurs Harry Essex aus dem Jahre 1971. Inhaltlich ist der Film sowohl dem Science-Fiction- als auch Horror-Genre zuzuordnen.

## Handlung
Bei der Untersuchung der radioaktiven Verseuchung von Gewässern entdeckt der Wissenschaftler Ricardo Torres in einem südamerikanischen Sumpfgebiet eine neue Krakenart. Dr. Torres vermutet einen Zusammenhang zwischen der Entstehung der Mutation und der Kontamination des Wassers mit Radium. Legenden berichten zudem von einem Riesenkraken, dem Octaman, der in der Gegend sein Unwesen treiben soll und in der Lage ist, das Wasser zu verlassen, um Menschen anzugreifen.
Torres und sein wissenschaftlich geschultes Team versuchen, dem Octaman (in der Originalfassung ein zur Erde gelangtes Wesen aus dem All) auf die Spur zu kommen und ihn einzufangen, was ihnen auch relativ schnell gelingt, doch der Octaman kann sich befreien und flieht.
Auf der weiteren Jagd gerät das Team selbst in eine Falle des Octaman und sie werden in einer Höhle eingesperrt. Entgegen der ursprünglichen Absicht, den Octaman lediglich einzufangen, um ihn später als Attraktion präsentieren zu können, töten sie den Octaman schließlich.

## Hintergrund
Der Octaman wurde von Read Morgan gespielt, sein Kostüm entwarf der Maskenbildner Rick Baker, der noch am Anfang seiner Karriere stand.
Die Aufnahmen zu dem Film entstanden in den USA und in Mexiko. Dort lief er am 3. November 1971	an, in Deutschland erst am 26. März 1976.
Pier Angeli starb wenige Wochen nach Ende der Dreharbeiten zu dem Film an einer Überdosis Medikamente.

## Kritik
Der Film wurde wegen seiner schwachen Handlung von der Kritik als Trashfilm verrissen. Insbesondere die Leistung von Harry Essex als Regisseur und Drehbuchautor wurde kritisiert.

„Daß Harry Essex 1953 als Drehbuchautor maßgeblich an Jack Arnolds Gefahr aus dem Weltall beteiligt war, mag man nach Octaman kaum noch glauben.“

„Vielleicht der größte Kino-Schwachsinn des Jahres.“

Am 25. Oktober 2024 wurde auf Nitro eine von Oliver Kalkofe und Peter Rütten kommentierte Fassung des Films innerhalb der Sendereihe Die schlechtesten Filme aller Zeiten (SchleFaZ) ausgestrahlt.